# Alticola stoliczkanus
Alticola stoliczkanus es una especie de roedor de la familia Cricetidae.

## Distribución geográfica
Se encuentra en China, Pakistán, India y Nepal. 